# James Maclurcan

## Biografía
James Maclurcan (n. 15 de marzo de 1985) es un actor y modelo Australiano. También conocido como James McFay, él retrató a Mackenzie "Mack" Hartford, el Red Ranger, en Power Rangers Operation Overdrive. James también ha trabajado como escritor en la comedia escrita por Ronnie Johns de media hora y es parte del grupo de la comedia los individuos de Niza. Le invitaron recientemente como huésped a la familia ranger en junio de 2007. Visitó Japón en Engine Sentai Go-onger.

## Actualidad
Actualmente filmó y produjo la película Tiger que tratá sobre la vida del modelaje y su amor por una modelo en Japón.